# Stávkokaz

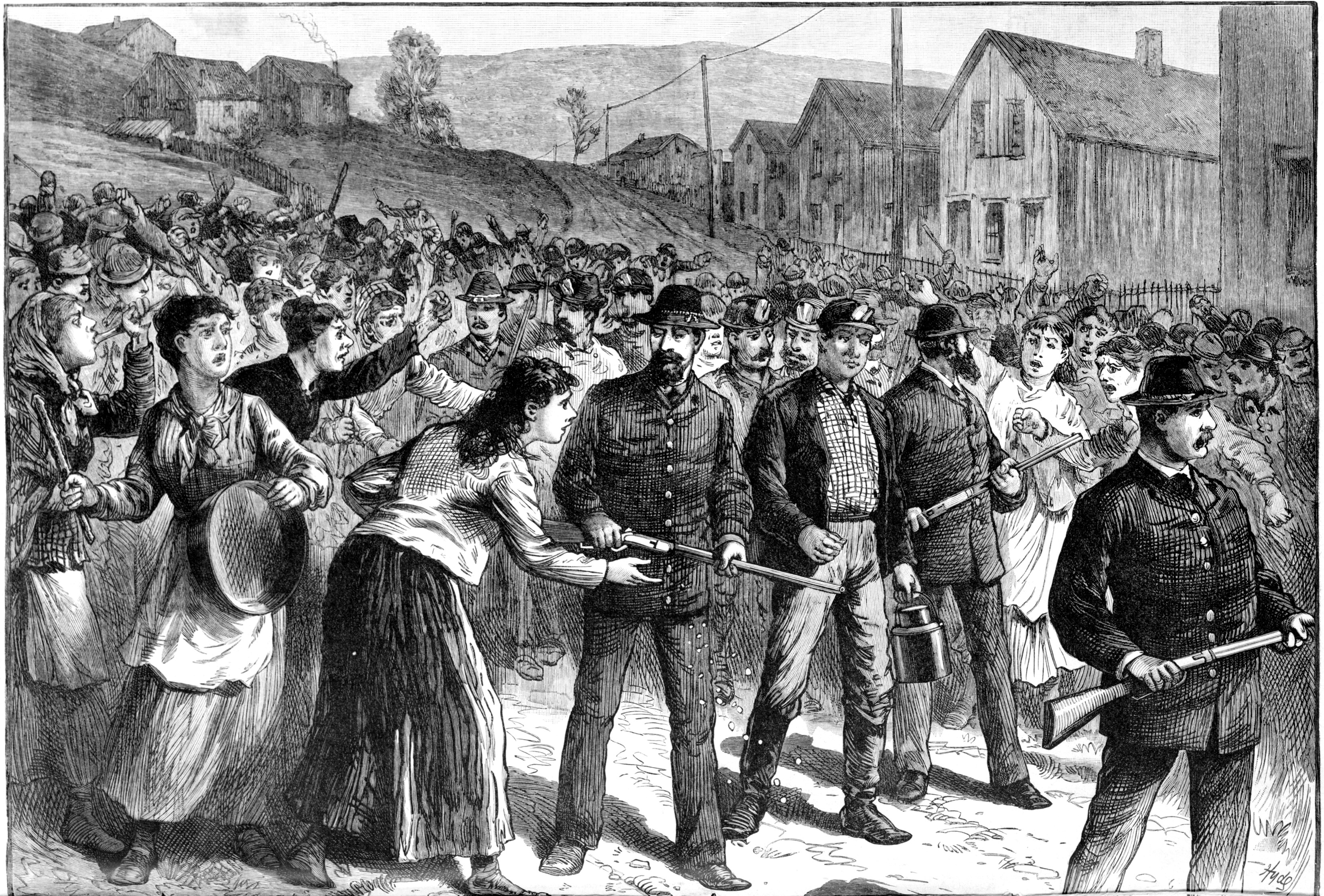
Pinkertonova detektivní agentura chrání přicházející stávkokazy (USA 1884)

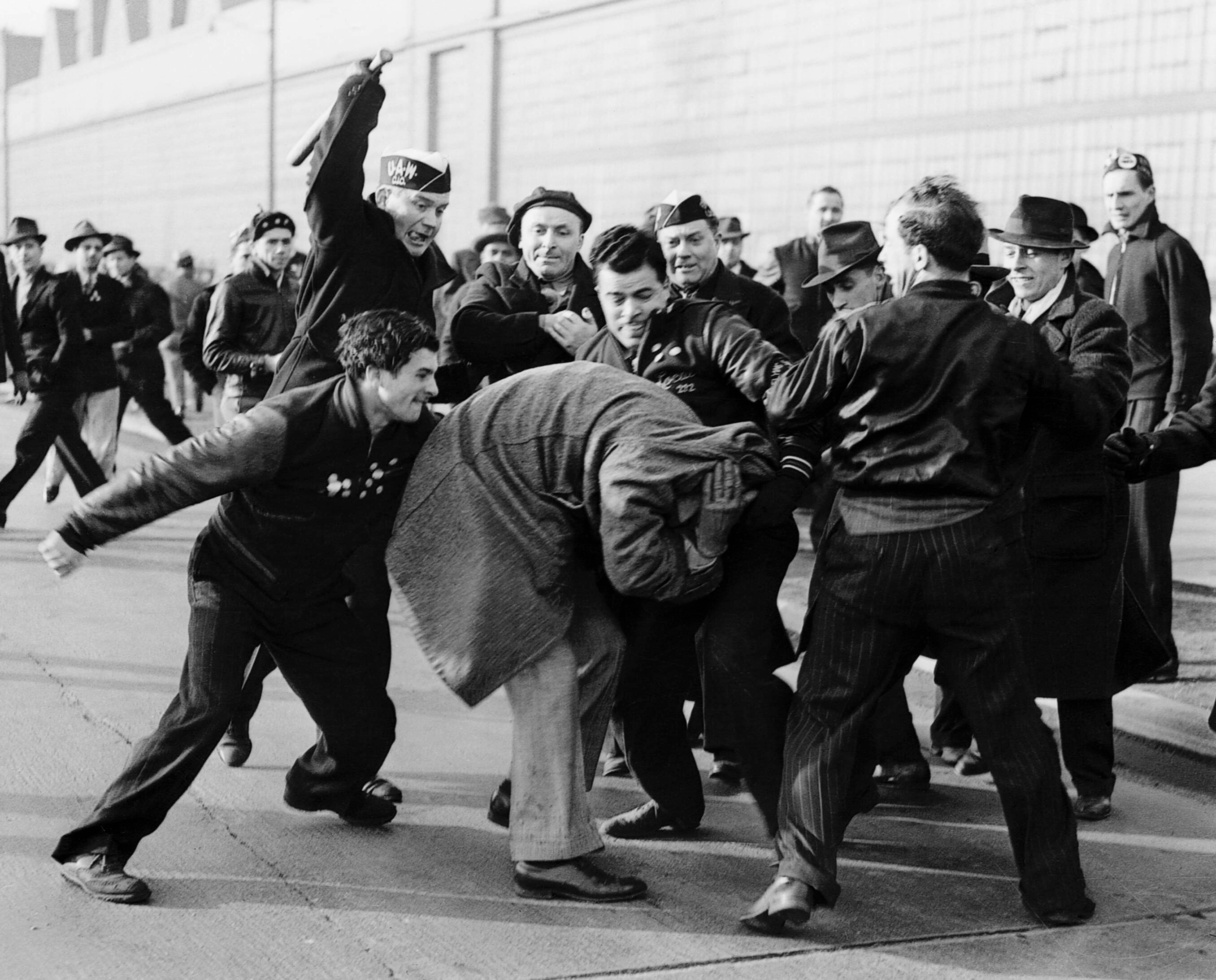
Milton Brooks: fotografie Ford Strikers Riot oceněná Pulitzerovou cenou, zobrazuje stávkující, kteří surově bijí stávkokaze, který se snaží chránit sebe tím, že vytáhl kabát přes hlavu a obličej.

Stávkokaz je zaměstnanec nebo jiný pracovník, který pracuje v době, kdy v provozu probíhá stávka. Tím zmenšuje dopad stávky na zaměstnavatele a odběratele a snižuje vyjednávací sílu odborů. Stávkokazové bývají často najímáni jen na dobu stávky a někdy dováženi z velké vzdálenosti z míst, kam vliv místních odborů nedosahuje.
V současnosti se stávkokazové v Evropě téměř nevyskytují[zdroj⁠?!], v USA je ale jejich používání stále běžné. Podle českého zákona o kolektivním vyjednávání 2/1991 Sb. nesmí zaměstnavatel přijímat náhradou za účastníky stávky na jejich pracovní místa jiné občany.